# ألعاب بارالمبية شتوية
الألعاب البارالمبية الشتوية هي حدث رياضي دولي متعدد الرياضات يتنافس فيه الرياضيون ذوو الإعاقات الجسدية في الرياضات الثلجية والجليدية. يشمل الحدث رياضيين يعانون من إعاقة حركية، أو بتر، أو عمى، أو شلل دماغي. تُقام الألعاب البارالمبية الشتوية كل أربع سنوات مباشرة بعد الألعاب الأولمبية الشتوية وفي نفس المدينة (منذ عام 1992). تُشرف على الألعاب اللجنة البارالمبية الدولية (IPC)، وتُمنح الميداليات في كل حدث: الذهبية للمركز الأول، الفضية للمركز الثاني، والبرونزية للمركز الثالث، على خطى التقليد الذي بدأته الألعاب الأولمبية عام 1904.
بدأت الألعاب البارالمبية الشتوية في عام 1976 في أورنشولدسفيك، السويد. كانت تلك الألعاب هي الأولى التي شارك فيها رياضيون آخرون غير مستخدمي الكراسي المتحركة. توسعت الألعاب ونمت، بما في ذلك الألعاب البارالمبية الصيفية، لتصبح جزءاً من أكبر حدث رياضي دولي بعد الألعاب الأولمبية. نظراً لهذا التوسع، نشأت الحاجة إلى نظام تصنيف محدد جداً لتصنيف الرياضيين. وقد أثار هذا النظام الجدل وفتح الباب لأشكال مختلفة من الغش، مما أضر بنزاهة الألعاب.
احتلت النرويج المركز الأول في ترتيب الميداليات لأربع ألعاب بارالمبية شتوية: 1980، 1988، 1994، و1998. بينما كانت ألمانيا في المركز الأول في ثلاث ألعاب بارالمبية شتوية: 1976، 2002، و2010. احتلت روسيا المركز الأول مرتين (2006 و2014)، وكذلك الولايات المتحدة (1992 و2018). احتلت النمسا (1984) والصين (2022) المركز الأول مرة واحدة لكل منهما.

## التاريخ
تشبه أصول الألعاب البارالمبية الشتوية إلى حد كبير أصول الألعاب البارالمبية الصيفية. بدأ الجنود المصابون العائدون من الحرب العالمية الثانية في البحث عن الرياضة كوسيلة للشفاء. نظّم الدكتور لودفيغ غوتسمان مسابقات رياضية بين المستشفيات البريطانية للمرضى المتعافين في عام 1948 واستمرت حتى عام 1960 عندما أُقيمت دورة أولمبية موازية في روما بعد الألعاب الأولمبية الصيفية 1960. شارك أكثر من 400 رياضي من مستخدمي الكراسي المتحركة في الألعاب البارالمبية 1960، التي أصبحت تُعرف بأول ألعاب بارالمبية.

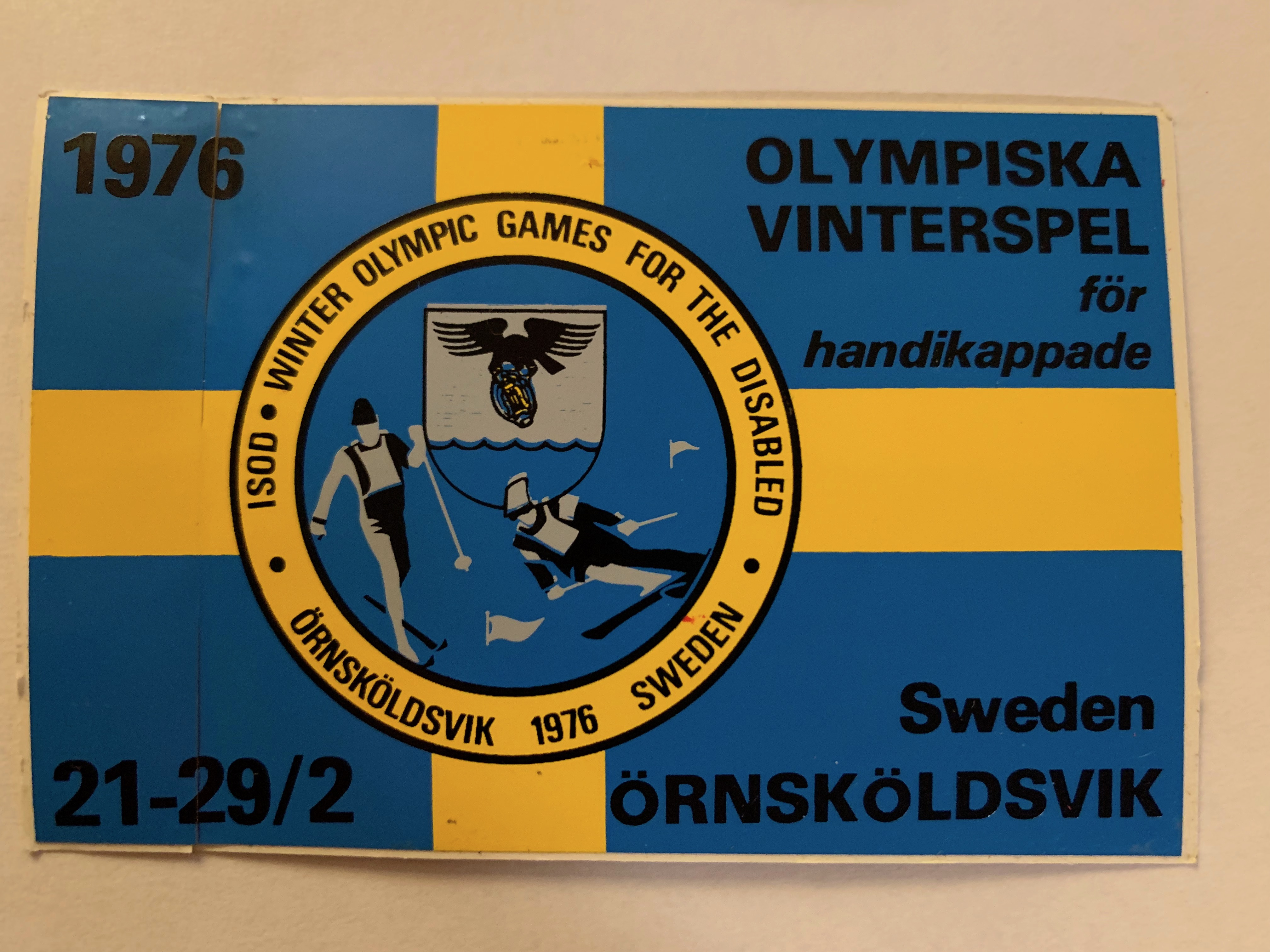
ملصق رسمي من أول ألعاب بارالمبية شتوية أُقيمت في أورنشولدسفيك، السويد، 1976

 سيب زويكناغل، رائد في رياضات الثلج للرياضيين ذوي الإعاقة، كان متزلجاً نمساوياً مبتور الساقين وقد جرب التزلج باستخدام الأطراف الاصطناعية. ساهمت أعماله في إحداث تقدم تكنولوجي للرياضيين ذوي الإعاقة الذين يرغبون في المشاركة في الرياضات الشتوية. كان التقدم بطيئاً، ولم يُعقد أول مسابقة عالمية رسمية للتزلج للرياضيين ذوي الإعاقة الجسدية حتى عام 1974، والتي تضمنت التزلج على المنحدرات والتزلج الريفي على الثلج. أُقيمت أول ألعاب بارالمبية شتوية في 1976 في أورنشولدسفيك، السويد من 21 إلى 28 فبراير. كانت التزلج الألبي والتزلج الشمالي للرياضيين المبتورين وذوي الإعاقات البصرية هي الأحداث الرئيسية، ولكن سباق الزلاجات الجليدية كان مدرجاً كحدث استعراضي. شارك 198 رياضياً من 16 دولة، وكانت هذه هي المرة الأولى التي يُسمح فيها للرياضيين ذوي الإعاقات الأخرى غير مستخدمي الكراسي المتحركة بالمشاركة.
ابتداءً من عام 1988، أُقيمت الألعاب البارالمبية الصيفية في نفس المدينة المستضيفة الألعاب الأولمبية الصيفية. جاء ذلك نتيجة اتفاق بين اللجنة الأولمبية الدولية (IOC) واللجنة البارالمبية الدولية (IPC). كانت الألعاب البارالمبية الشتوية 1992 هي أول ألعاب شتوية تُستخدم فيها نفس المرافق التي استُخدمت في الألعاب الأولمبية الشتوية 1992.

## الغش
قام الرياضيون بالغش من خلال المبالغة في تمثيل إعاقتهم للحصول على ميزة تنافسية، وكذلك استخدام العقاقير المحسّنة للأداء. أصبح المتزلج الألماني توماس أولسنر أول رياضي بارالمبي شتوي تظهر نتائج إيجابية لفحص المنشطات في عام 2002. كان قد فاز بميداليتين ذهبيتين في مسابقات التزلج الألبي، ولكن تم تجريده من ميدالياته. أحد المخاوف التي تواجه الآن مسؤولي الألعاب البارالمبية هو تقنية زيادة ضغط الدم، المعروفة باسم خلل المنعكس اللاإرادي. يمكن أن يؤدي ارتفاع ضغط الدم إلى تحسين الأداء بنسبة 15% ويكون أكثر فاعلية في رياضات التحمل مثل التزلج الريفي البارالمبي. لزيادة ضغط الدم، يقوم الرياضيون عمداً بإحداث صدمات للأطراف التي تقع تحت الإصابة الشوكية. يمكن أن تشمل هذه الصدمات كسر العظام، أو ربط الأطراف بإحكام شديد، أو استخدام جوارب ضاغطة عالية الضغط. تكون هذه الإصابات بلا ألم للرياضي ولكنها تؤثر على الجسم وتزيد من ضغط الدم، كما يمكن أن تؤثر تقنيات مثل السماح بامتلاء المثانة بشكل مفرط.
وجدت اللجنة البارالمبية الدولية (IPC) أدلة على أن منهجية الاختفاء الإيجابي كانت قيد التنفيذ في الألعاب البارالمبية الشتوية 2014 في سوتشي. في 7 أغسطس 2016، صوت مجلس إدارة اللجنة البارالمبية الدولية بالإجماع على حظر الفريق الروسي بالكامل من الألعاب البارالمبية الصيفية 2016، مشيراً إلى عدم قدرة اللجنة البارالمبية الروسية على تطبيق قانون مكافحة المنشطات الخاص باللجنة البارالمبية الدولية وقانون مكافحة المنشطات العالمي، وهو "شرط دستوري أساسي". صرح رئيس اللجنة البارالمبية الدولية، السير فيليب كرافن، أن الحكومة الروسية "فشلت بشكل كارثي في حماية رياضييها البارالمبيين". وقال رئيس مجلس الرياضيين في اللجنة البارالمبية الدولية، تود نيكلسون، إن روسيا استخدمت الرياضيين كـ"بيادق" لإظهار قوتها العالمية.

## فئات الإعاقة
وضعت اللجنة البارالمبية الدولية (IPC) ست فئات للإعاقة تنطبق على كل من الألعاب البارالمبية الصيفية والشتوية. يمكن للرياضيين الذين يعانون من إحدى هذه الإعاقات الجسدية المشاركة في الألعاب البارالمبية، رغم أن ليس كل رياضة تسمح بمشاركة جميع فئات الإعاقة.
- المبتور: الرياضيون الذين يعانون من فقدان جزئي أو كلي لواحد على الأقل من الأطراف.
- الشلل الدماغي: الرياضيون الذين يعانون من تلف دماغي غير تقدمي، على سبيل المثال الشلل الدماغي، إصابة دماغية رضية، سكتة دماغية أو إعاقات مشابهة تؤثر على التحكم بالعضلات، التوازن أو الانسجام.
- الإعاقة الذهنية: الرياضيون الذين يعانون من إعاقة كبيرة في الأداء الفكري وما يصاحبها من قيود في السلوك التكيفي.
- الكرسي المتحرك: الرياضيون الذين يعانون من إصابة الحبل الشوكي وإعاقات أخرى تتطلب منهم التنافس في كرسي متحرك.
- ضعاف البصر: الرياضيون الذين يعانون من ضعف البصر، يتراوح من ضعف الرؤية الجزئي، بحيث يُعتبرون قانونيًا مكفوفين، إلى العمى الكامل.
- Les Autres : الرياضيون الذين يعانون من إعاقة جسدية لا تندرج بدقة تحت أي من الفئات الخمس الأخرى، مثل التقزم، التصلب المتعدد أو التشوهات الخلقية في الأطراف، مثل تلك التي يسببها ثاليدوميد (اسم هذه الفئة بالفرنسية يعني "الآخرون").[13]

## التصنيفات
ضمن الفئات الست للإعاقة، يجب تقسيم الرياضيين أيضًا وفقًا لمستوى الإعاقة. تختلف أنظمة التصنيف من رياضة إلى أخرى. تهدف هذه الأنظمة إلى فتح المجال أمام أكبر عدد ممكن من الرياضيين البارالمبيين للمشاركة في مسابقات عادلة ضد رياضيين ذوي قدرات مشابهة. أقرب ما يماثل هذه الأنظمة في المسابقات غير المعاقة هي تصنيفات الأعمار في الرياضات الناشئة، وفئات الوزن في المصارعة، الملاكمة، ورفع الأثقال. تختلف التصنيفات وفقًا للمهارات المختلفة المطلوبة لأداء الرياضة. التحدي الأكبر في نظام التصنيف هو كيفية التعامل مع التنوع الكبير في نوع وشدة الإعاقات. ونتيجة لذلك، سيظل هناك دائمًا نطاق من الإعاقة داخل التصنيف. فيما يلي قائمة بالرياضات البارالمبية الشتوية ووصف عام لكيفية تصنيفها.
التزلج الألبي:
هناك نوعان من الأحداث في التزلج الألبي: التزلج المتعرج والتزلج المتعرج العملاق. يشمل التزلج الألبي الرياضيين الذين لديهم القيود الجسدية التالية: إصابة في العمود الفقري، الشلل الدماغي، البتر، Les Autres والعمى/ضعف البصر. هناك إحدى عشر تصنيفًا: سبعة للرياضيين الواقفين، ثلاثة للرياضيين الجالسين، وثلاثة للرياضيين ضعاف البصر. يتم تحديد الفئات وفقًا لدرجة وظائف الرياضيين وحاجتهم إلى المعدات المساعدة (الأطراف الاصطناعية، أعمدة التزلج، إلخ). يتم الآن تضمين سباق التزلج اللوحي تقنيًا في هذه الفئة، على الرغم من أن المسابقة ستقام بتصنيفات محدودة فقط (انظر أدناه).
البياثلون:
البياثلون هو مزيج من التزلج عبر البلاد والرماية. يتطلب القدرة البدنية والقدرة على التصويب بدقة. هذه الرياضة مفتوحة للرياضيين ذوي الإعاقات الجسدية وضعف البصر. هناك خمس عشرة فئة يتم فيها تصنيف الرياضيين بناءً على مستوى وظائفهم. اثنا عشر قسمًا مخصصة للرياضيين ذوي الإعاقات الجسدية، وثلاثة أقسام مخصصة للرياضيين ذوي ضعف البصر. يتنافس الرياضيون معًا، ويتم إدخال أوقات إنهاء السباقات في معادلة مع فئة الإعاقة لتحديد الترتيب النهائي للرياضيين. يمكن للرياضيين ضعاف البصر المنافسة باستخدام إشارات صوتية. تختلف شدة الإشارة بناءً على ما إذا كان الرياضي على الهدف أم لا.
التزلج الريفي:
التزلج عبر البلاد، المعروف أيضًا باسم التزلج النوردي، مفتوح للرياضيين ذوي الشلل الدماغي، البتر، الحاجة إلى الكرسي المتحرك، ضعف البصر، والإعاقات الذهنية. هناك خمس عشرة فئة، ثلاثة منها مخصصة للرياضيين ضعاف البصر، تسعة للرياضيين الواقفين، وثلاثة للرياضيين الجالسين. يتم تحديد الفئات بطريقة مماثلة للتزلج الألبي، مع مراعاة مستوى وظائف الرياضيين وحاجتهم إلى الأجهزة المساعدة.
هوكي الجليد:

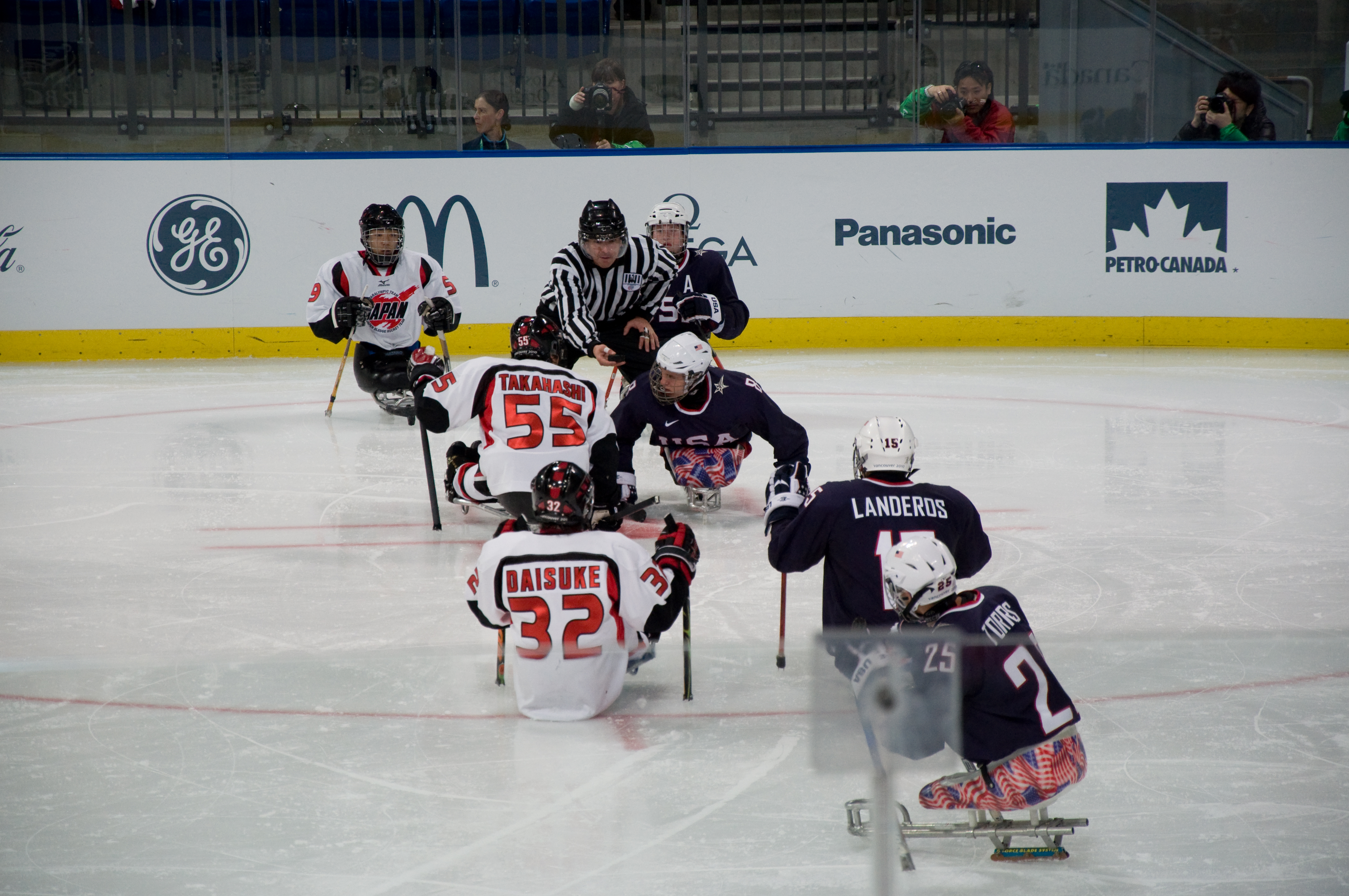
مباراة هوكي الجليد الزلاجي في الألعاب البارالمبية الشتوية 2010

هوكي الجليد الزلاجي مفتوح فقط للرياضيين الذكور الذين لديهم إعاقة جسدية في الجزء السفلي من أجسامهم. تُلعب المباراة باستخدام قواعد الهوكي الدولية مع بعض التعديلات. يجلس الرياضيون على زلاجات تحتوي على شفرتين للسماح بمرور القرص تحت الزلاجة. كما يستخدمون عصوين، كل منهما تحتوي على طرف مدبب للدفع وطرف ذو شفرة للتسديد. يتم تصنيف الرياضيين إلى ثلاث مجموعات: المجموعة 1 للرياضيين الذين ليس لديهم توازن جلوسي أو الذين لديهم إعاقة كبيرة في الأطراف العليا والسفلى، المجموعة 2 للرياضيين الذين لديهم بعض التوازن الجلوسي وإعاقة متوسطة في أطرافهم، والرياضيون في المجموعة 3 لديهم توازن جيد وإعاقة خفيفة في الأطراف العليا والسفلى.
الكيرلنغ على الكراسي المتحركة:
الكرلنغ على الكراسي المتحركة هو حدث مختلط للفرق للرياضيين الذين يعانون من إعاقات دائمة في الأطراف السفلية تجعلهم بحاجة إلى استخدام الكرسي المتحرك في حياتهم اليومية. يمكن أيضًا للرياضيين المصابين بالشلل الدماغي أو التصلب المتعدد المشاركة إذا كانوا يستخدمون الكرسي المتحرك. يمكن تسليم الحجر باليد أو باستخدام عصا. لا توجد فئات تصنيفية في هذا الحدث باستثناء شرط أن يكون جميع الرياضيين المشاركين بحاجة إلى استخدام الكرسي المتحرك للتنقل اليومي.
التزلج:
في 2 مايو 2012، وافقت اللجنة البارالمبية الدولية رسميًا على "التزلج على الثلج البارالمبي" (المعروف عادةً بالتزلج على الثلج التكيفي) كحدث ميدالية في الألعاب البارالمبية الشتوية لعام 2014 تحت رياضة التزلج الألبي. كانت هناك مسابقات في التزلج على الثلج للرجال والنساء ضمن فئة التزلج المنحدر. تميزت بداية الرياضة في الألعاب البارالمبية بفعاليات مخصصة فقط للرياضيين الذين يعانون من إعاقات في الأطراف السفلية. كان بإمكان الرياضيين الذين يعانون من بتر الأطراف ارتداء الأطراف الصناعية. أقيمت الأحداث في صيغة سباق زمني، دون اعتبار لمستوى إعاقة الرياضي. في الألعاب البارالمبية الشتوية 2018، زاد عدد الفعاليات من 2 إلى 10 مع تقسيم فئات الأطراف السفلية إلى مجموعتين فرعيتين (LL-1 للإعاقة الأكبر وLL-2 للإعاقة الأقل)، وإضافة سباق السلالوم البنكي. أقيمت فعالية التزلج المنحدر في صيغة سباق "وجهاً لوجه" مع عدة جولات إقصائية لتحديد الفائزين بالميداليات. في عام 2022، أضيفت فعاليات للرياضيين ذوي إعاقات الأطراف العلوية، لكن اللجنة البارالمبية الدولية ألغت فئة LL-1 للنساء بسبب قلة عدد الرياضيين في تلك الفئة. تم منع هؤلاء الرياضيين في البداية من المشاركة بالكامل حتى تمكنت برينا هاكابي من الولايات المتحدة من الفوز في قضية قانونية للسماح لها "بالمنافسة في مستوى أعلى" ضد فئة LL-2.

## قائمة الرياضات البارالمبية
شارك عدد من الرياضات المختلفة في البرنامج البارالمبي في وقت ما.
| الرياضة                      | السنوات              |
| ---------------------------- | -------------------- |
| التزلج الألبي البارالمبي     | 1976–حتى الآن        |
| هوكي الجليد على الزلاجات     | منذ 1994             |
| سباق الجليد على الزلاجات     | 1980–1988، 1994–1998 |
| البياثلون                    | منذ 1988             |
| التزلج الريفي                | 1976–حتى الآن        |
| التزلج على الثلج             | منذ 2014             |
| الكرلنغ على الكراسي المتحركة | منذ 2006             |

## جدول الميداليات الشامل
وفقًا للبيانات الرسمية للجنة البارالمبية الدولية. يسرد هذا الجدول أفضل 20 دولة، مرتبة بعدد الميداليات الذهبية، ثم الفضية، ثم البرونزية.

### الألعاب البارالمبية الشتوية (1976–2022)
| الرقم | الدولة                 | الألعاب | ذهب | فضة | برونز | المجموع |
| ----- | ---------------------- | ------- | --- | --- | ----- | ------- |
| 1     | النرويج (NOR)          | 13      | 140 | 111 | 86    | 334     |
| 2     | الولايات المتحدة (USA) | 13      | 117 | 130 | 88    | 335     |
| 3     | النمسا (AUT)           | 13      | 109 | 118 | 116   | 343     |
| 4     | ألمانيا (GER)          | 9       | 109 | 85  | 81    | 275     |
| 5     | روسيا (RUS)            | 6       | 84  | 88  | 61    | 233     |
| 6     | فنلندا (FIN)           | 13      | 79  | 51  | 62    | 192     |
| 7     | فرنسا (FRA)            | 13      | 63  | 57  | 60    | 183     |
| 8     | كندا (CAN)             | 13      | 58  | 52  | 76    | 186     |
| 9     | سويسرا (SUI)           | 13      | 53  | 55  | 50    | 158     |
| 10    | ألمانيا الغربية (FRG)  | 4       | 42  | 43  | 35    | 120     |
| 11    | أوكرانيا (UKR)         | 7       | 38  | 51  | 52    | 141     |
| 12    | السويد (SWE)           | 13      | 28  | 35  | 44    | 107     |
| 13    | اليابان (JPN)          | 13      | 27  | 42  | 37    | 97      |
| 14    | الصين (CHN)            | 6       | 19  | 20  | 23    | 62      |
| 15    | سلوفاكيا (SVK)         | 8       | 18  | 21  | 22    | 61      |
| 17    | نيوزيلندا (NZL)        | 12      | 17  | 7   | 11    | 35      |
| 18    | إيطاليا (ITA)          | 12      | 16  | 25  | 32    | 73      |
| 19    | إسبانيا (ESP)          | 12      | 15  | 16  | 12    | 43      |
| 20    | أستراليا (AUS)         | 12      | 12  | 6   | 17    | 35      |

## قائمة الألعاب البارالمبية الشتوية
| الألعاب | السنة | المضيف                            | افتتحه                       | التواريخ          | الدول المشاركة | المتنافسون | المتنافسون | المتنافسون | الرياضات | الأحداث | الأفضل                 |
| الألعاب | السنة | المضيف                            | افتتحه                       | التواريخ          | الدول المشاركة | المجموع    | رجال       | سيدات      | الرياضات | الأحداث | الأفضل                 |
| ------- | ----- | --------------------------------- | ---------------------------- | ----------------- | -------------- | ---------- | ---------- | ---------- | -------- | ------- | ---------------------- |
| 1       | 1976  | أورنشولدسفيك، السويد              | الملك كارل السادس عشر غوستاف | 21–28 فبراير      | 16             | 196        |            |            | 2        | 53      | ألمانيا الغربية (FRG)  |
| 2       | 1980  | جيلو، النرويج                     | الملك أولاف الخامس           | 1–7 فبراير        | 18             | 299        |            |            | 2        | 63      | النرويج (NOR)          |
| 3       | 1984  | إنسبروك، النمسا                   | الرئيس رودولف كيرخشليغر      | 14–20 يناير       | 21             | 419        |            |            | 3        | 107     | النمسا (AUT)           |
| 4       | 1988  | إنسبروك، النمسا                   | الرئيس كورت فالدهايم         | 18–25 يناير       | 22             | 377        |            |            | 4        | 97      | النرويج (NOR)          |
| 5       | 1992  | تين وألبيرفيل، فرنسا              | الرئيس فرنسوا ميتران         | 25 مارس – 1 أبريل | 24             | 365        | 288        | 77         | 3        | 78      | الولايات المتحدة (USA) |
| 6       | 1994  | ليلهامر، النرويج                  | سونيا ملكة النرويج           | 10–19 مارس        | 31             | 471        |            |            | 5        | 133     | النرويج (NOR)          |
| 7       | 1998  | ناغانو، اليابان                   | ناروهيتو                     | 5–14 مارس         | 32             | 571        |            |            | 5        | 122     | النرويج (NOR)          |
| 8       | 2002  | سولت ليك، الولايات المتحدة        | الرئيس جورج بوش الابن        | 7–16 مارس         | 36             | 416        |            |            | 4        | 92      | ألمانيا (GER)          |
| 9       | 2006  | تورينو، إيطاليا                   | الرئيس كارلو أزيليو تشامبي   | 10–19 مارس        | 39             | 486        |            |            | 5        | 58      | روسيا (RUS)            |
| 10      | 2010  | فانكوفر وويسلر، كندا              | الحاكم العام ميكائيل جان     | 12–21 مارس        | 44             | 506        |            |            | 5        | 64      | ألمانيا (GER)          |
| 11      | 2014  | سوتشي، روسيا                      | الرئيس فلاديمير بوتين        | 7–16 مارس         | 45             | 550        |            |            | 6        | 72      | روسيا (RUS)            |
| 12      | 2018  | بيونغتشانغ، كوريا الجنوبية        | الرئيس مون جاي إن            | 9–18 مارس         | 49             | 569        |            |            | 6        | 80      | الولايات المتحدة (USA) |
| 13      | 2022  | بكين، الصين                       | الرئيس شي جين بينغ           | 4–13 مارس         | 46             | 564        |            |            | 6        | 78      | الصين (CHN)            |
| 14      | 2026  | ميلانو وكورتينا دامبيدزو، إيطاليا |                              | 6–15 مارس         |                |            |            |            | 6        | 79      |                        |
| 15      | 2030  | جبال الألب الفرنسية، فرنسا        |                              | 28 فبراير–9 مارس  |                |            |            |            |          |         |                        |
| 16      | 2034  | سولت ليك، الولايات المتحدة        |                              | 10–19 مارس        |                |            |            |            |          |         |                        |